# (32071) Matthewretchin
(32071) Matthewretchin est un astéroïde de la ceinture principale.

## Description
(32071) Matthewretchin est un astéroïde de la ceinture principale. Il fut découvert le 7 mai 2000 à Socorro (Nouveau-Mexique) par le projet LINEAR. Il présente une orbite caractérisée par un demi-grand axe de 2,60 UA, une excentricité de 0,07 et une inclinaison de 7,3° par rapport à l'écliptique.

## Compléments